# Noyers (Eure)
Noyers település Franciaországban, Eure megyében. Lakosainak száma 251 fő (2022. január 1.). Noyers Chauvincourt-Provemont, Dangu, Guerny és Vesly községekkel határos.

## Népesség
A település népességének változása:
| Lakosok száma | 201  | 212  | 193  | 281  | 267  | 277  | 264  | 253  | 248  | 251  |
|               | 1968 | 1982 | 1990 | 2006 | 2013 | 2015 | 2017 | 2019 | 2020 | 2022 |